# Stefano Boeri
Stefano Boeri (Milano, 25 novembre 1956) è un architetto, urbanista, teorico dell'architettura e politico italiano.

## Biografia
Figlio dell'architetta e designer Cini Boeri e del neurologo Renato Boeri, è fratello maggiore di Tito Boeri, economista che ha ricoperto numerosi incarichi pubblici tra cui quello di Presidente dell'INPS, e fratello minore di Sandro Boeri, giornalista. Suo nonno paterno era il senatore Giovanni Battista Boeri.
Stefano Boeri è architetto e urbanista. Si è laureato in Architettura presso il Politecnico di Milano nel 1980 e ha conseguito un dottorato di ricerca in Urbanistica all'Università IUAV di Venezia nel 1989. Nel 2023 ha ricevuto un Dottorato di Ricerca Honoris Causa in Scienze Chimiche, Geologiche e Ambiental dall’Università Bicocca di Milano. È professore ordinario di Progettazione Urbanistica al Politecnico di Milano - tra i temi affrontati nel suo Urban Design Studio, rientra la co-esistenza tra le specie umane, animali e vegetali, che ha dato vita alla vision Milano Animal City (2014 - 2016). Ha svolto attività di docenza come visiting professor in varie università tra cui il Berlage Institute di Rotterdam, il Politecnico di Losanna, lo Strelka Institute di Mosca. A Shanghai dirige il Future City Lab, un programma diricerca post-dottorato che anticipa la mutazione delle metropoli planetarie, dal punto di vista dellabiodiversità e della forestazione urbana, alla Tongji University.
È stato nominato presidente della Fondazione "Futuro delle Città" da parte della Presidenza del Consiglio dei Ministri. È, inoltre, Presidente del Comitato scientifico del Progetto Forestami (2020 – in corso), un'iniziativa di forestazione urbana nell'area metropolitana di Milano che prevede la piantumazione di 3 milioni di alberi entro il 2030.
Nel 2023 con il suo studio Stefano Boeri Architetti ha ricevuto l'UN SDGs Action Awards nella categoria "Inspire", assegnato dalle Nazioni Unite per l'approccio “Green Obsession”, perché “immagina città e comunità sostenibili che danno priorità alla salute e al benessere, intensificando al contempo l’azione per il clima attraverso il suo approccio creativo alla pianificazione urbana, alla connettività ecologica e alla silvicoltura urbana – soddisfacendo gli Obiettivi di Sviluppo Sostenibile delle Nazioni Unite” .
Tra i principali attori del dibattito sul climate change nel campo dell’architettura internazionale, in occasione dell’UN Climate Action Summit 2019, presenta a New York il progetto Green Urban Oases, sviluppato con la collaborazione di FAO, C40 ed altri enti di ricerca. Nel 2017 ha preso parte al programma del Commonwealth Regenerative Development to Reverse Climate Change ed è stato co-chair e membro del comitato scientifico del World Forum on Urban Forests (Mantova, 2018 -Washington DC, 2023).
Durante la fase di ricostruzione post-sisma del Centro Italia, è stato nominato Consulente Esperto di Pianificazione Urbana dal Commissario Straordinario del Governo per la Ricostruzione, relativamente ai territori colpiti dal terremoto del 2016. Ha ricoperto l'incarico di Assessore alla Cultura, Moda e Design del Comune di Milano dal 2011 al 2013. Tra il 2008 e il 2010 ha fatto parte, insieme a Richard Burdett, Jacques Herzog di Herzog & de Meuron, e William MacDonough, della consulta degli architetti incaricata della definizione del concept masterplan per Expo 2015. 
Oltre all'attività professionale, ha elaborato studi e progetti di rigenerazione urbana in diverse città tra cui Shanghai, San Paolo, Mosca, Ginevra, Tirana, Eindhoven, Utrecht, Cancún, Riyad, Il Cairo, oltre che in numerose città italiane come Milano, Genova, Cagliari, Padova, Taranto e molte altre.
Dal febbraio 2018 è presidente della Triennale di Milano, carica della durata di quattro anni . Riconfermato per un secondo mandato nel 2022, è Commissario della 24° Esposizione Internazionale "Inequalities", prevista per il 2025.

## Architettura e urbanistica
Stefano Boeri svolge attività di ricerca e progettazione in architettura e urbanistica, con progetti sviluppati a livello internazionale. Nel 1999 ha fondato, insieme a Gianandrea Barreca e Giovanni La Varra, lo studio Boeri Studio. Nel 2011 ha avviato Stefano Boeri Architetti, all'interno del quale sono attualmente partner Francesca Cesa Bianchi (dal 2019), Marco Giorgio (2019) e Pietro Chiodi (2023). Lo studio ha sedi a Milano, Tirana e Shanghai, quest'ultima fondata nel 2014 con Yibo Xu. Nel 2018, è stato fondato Stefano Boeri Interiors con Giorgio Donà, con un focus su interior e product design. 
L'attività dello studio comprende progetti che spaziano dall'urbanistica all'architettura, dall'interior design al design del prodotto, con particolare attenzione alle implicazioni ambientali e geopolitiche dei vari processi urbani. L'approccio progettuale, Green Obsession, descritto nel volume "Green Obsession: Trees Towards Cities, Humans Towards Forests (Actar, 2021), si concentra sull'integrazione della vegetazione vivente negli spazi urbani attraverso strategie e scale differenti, ricevendo l'UN SDGs Action Awards dalle Nazioni Unite. 
Tra i progetti più noti vi è il Bosco verticale, realizzato da Boeri Studio nel quartiere Isola a Milano. Si tratta di due torri residenziali di 112 e 80 metri le cui facciate accolgono una biodiversità floristica che ospita nel complesso 800 alberi (di cui 480 di medie e grandi dimensioni, 300 dalle dimensioni più ridotte), 15000 piante perenni e/o tappezzanti e 5000 arbusti. Il progetto propone un modello di densificazione verticale del verde urbano, volto a favorire l'efficienze energetica e la biodiversità, senza espansione del tessuto urbano. Il Bosco Verticale ha ricevuto numerosi riconoscimenti, incluso l'International Highrise Award 2014 sponsorizzato dal Museo di Architettura di Francoforte e il CTBUH nel 2015, come miglior grattacielo del mondo, sponsorizzato al Council on Tall Building and Urban Habitat e dall'istituto di tecnologia di Chicago. Il modello è stato successivamente adattato a contesti urbani in altre città, tra cui Nanjing, Utrecht, Parigi e Eindhoven (in versione social housing).
In ambito urbanistico, Boeri ha presentato alla Conferenza delle Nazioni Unite sulla Biodiversità COP15 il progetto Forest City, una proposta di insediamento urbano di media scala che coniuga obiettivi di autosufficienza energetica e incremento della biodiversità urbana, attraverso un'estesa integrazione di superfici vegetali. Le “Città Foresta" sono insediamenti urbani di medie dimensioni che vanno ad unire la sfida dell'autosufficienza energetica con la sfida dell'aumento della biodiversità e dell'effettivo miglioramento della qualità dell'aria nelle aree urbane, grazie alla moltiplicazione delle superfici urbane vegetali e biologiche.
Ha inoltre curato progetti di riqualificazione di ambiti portuali in diverse città europee, tra cui Marsiglia, Genova, Salonicco, Mitilene, Napoli, Trieste, La Maddalena. Tra i principali interventi urbani si segnalano progetti realizzati o sviluppati per Milano, Roma, Mosca, Pechino, San Paolo, Qingdao, Marsiglia, Astana, Venezia, Bolzano, Doha.
Nel 2013, in occasione di Marsiglia Capitale Europea della Cultura, viene inaugurata la Villa Méditerranée, il centro espositivo e di ricerca di 9 000 m2 progettato da Boeri Studio che si affaccia sul porto di Marsiglia ed è destinato a ospitare eventi culturali e di ricerca sui temi del Mediterraneo. Il progetto è un luogo di incontro e fusione delle diverse identità presenti nel Mediterraneo, e pone il mare come spazio di riferimento, grazie alla darsena artificiale che offre allo spazio conferenze a 36 metri d'altezza la visione di una grande piazza d'acqua sottostante.
Dal 2008 al 2010 Boeri fa parte con Richard Burdett, Jacques Herzog di Herzog & de Meuron e William MacDonough della consulta degli architetti dell'Expo 2015, incaricata della progettazione del concept masterplan per l'esposizione milanese.
Nel 2010 Boeri vede concludersi l'ultimo grattacielo del quartier generale di RCS MediaGroup, di cui Boeri Studio cura l'intero masterplan di 90 000 m2 in seguito alla vincita del concorso internazionale nel 2001. L'edificio A è un lungo edificio i cui 21 500 m2 sono destinati a ospitare gli uffici della Rizzoli Libri. Il progetto vede la luce dalla demolizione del vecchio edificio Rizzoli, e le sue inflessioni sulla facciata creano un dialogo con il resto degli edifici già completati per la sede RCS (edificio C).
Nel 2009 Boeri conclude la riconversione dell'ex Arsenale Militare della Maddalena, in Sardegna, realizzando una serie di nuovi spazi tra cui un centro congressi, spazi commerciali e un porticciolo nautico. Il progetto, inizialmente pensato per ospitare il G8 del 2009, poi spostato a L'Aquila dal governo Berlusconi, è stato completato in soli 18 mesi e poi sequestrato a seguito di uno scandalo legato a tangenti e appalti illegittimi. Il complesso è una combinazione di nuove costruzioni e conversioni di edifici esistenti, e comprende un centro congressi, due grandi spazi commerciali, una banchina per 700 imbarcazioni, tutti progettati e costruiti nel rigoroso rispetto del paesaggio naturale e seguendo rigidi principi di architettura sostenibile. La Casa del Mare, il centro congressi, è un prisma di vetro e basalto costruito a sbalzo sull'acqua. La grande sala conferenze è sospesa a 6 metri sull'acqua e guarda verso la Gallura. Il progetto interpreta il rapporto tra gli elementi naturali circostanti e le forme rigorose della tradizione dell'architettura militare italiana.

## Attività editoriale
Dal 2004 al 2007 Stefano Boeri è stato direttore del periodico internationale di architettura Domus. L'ultima uscita del periodio sotto la sua direzione, intitolata Esperanto, è stata realizzata senza testi, con l'intento di esplorare un linguaggio visivo universale accessibile oltre le barriere linguistiche. Il numero includeva una copertina di Ettore Sottsass, disegni di Enzo Mari e contributi per immagini di Zaha Hadid, Frank Gehry, Hans Ulrich Obrist, Yona Friedman, Gaetano Pesce, Olafur Eliasson, Rem Koolhaas, Alessandro Mendini, Gabriele Basilico. 
Dal 2007 al 2010 ha diretto la rivista Abitare. Ha collaborato inotre con varie riviste e quotidiani, tra cui Wired.
È autore di numerosi libri su temi legati all'urbanistica, all'architettura e alla cultura contemporanea. Tra le sue pubblicazioni figurano "L'anticittà", "Biomilano. Glossario di idee per una metropoli basata su biodiversità", "USE - Uncertain States of Europe". Nell'opera, "Fare di più con meno", Boeri propone una nuova visione politica più pragmatica, capace di interpretare i temi fondamentali del vivere contemporaneo, dai diritti alla partecipazione, dalla cultura all'architettura.
È coautore, insieme a Rem Koolhaas e Hans Ulrich Obrist, del volume Mutations, un atlante dei cambiamenti urbani su scala globale elaborato con il gruppo di ricerca dell'Università di Harvard. Con il fotografo Gabriele Basilico, è autore di "Italia: Sezioni trasversali di un paese". 
Nel 1997 ha ricoperto il ruolo di Managing Curator per il settore Architettura per la Triennale di Milano.

## Attività di ricerca
Stefano Boeri è membro del comitato scientifico di Skolkovo Innovation Center a Mosca, insieme con Jean Pistre, Speech, David Chipperfield, Mohsen Mostafavi, Kazuyo Sejima, OMA, Herzog & de Meuron.
Le sue attività di ricerca si concentrano sull'analisi dei territori urbani e sulle modalità con cui diverse discipline interpretano e rappresentano la città concemporanea. È fondatore dell'agenzia di ricerca Multiplicity, un collettivo multidisciplinare composto da architetti, geografi, artisti, urbanisti, fotografi, sociologi, economisti e registi, attivo nella produzione di strategie progettuali, workshop, installazioni e pubblicazioni relative ai processi di trasformazione urbana. 
Tra i progetti sviluppati da Multiplicity, vi è Solid Sea, una ricerca sui flussi migratori nel Mediterraneo presentata nel 2002 a Kassel per Documenta XI. Altri progetti includono The Road Map, incentrato sui confini territoriali della Cisgiordania, e USE - Uncertain States of Europe, uno studio sulle forme di auto-organizzazione urbana in contesti europei.

## Attività politica
Durante il periodo universitario il 16 aprile 1975, Stefano Boeri, attivista dell'area di sinistra, fu coinvolto dal Movimento Studentesco, nell’aggressione di tre militanti del FUAN, durante il quale lo studente Claudio Varalli fu ferito a morte da un colpo d'arma da fuoco. Una decina di militanti del Movimento studentesco, tra cui Boeri, furono rinviati a giudizio e alla fine prosciolti per prescrizione. Boeri a distanza di molti anni dichiarò: "La morte di Varalli mi fece capire la follia totale di quello che accadeva".
Nel 2010 si è candidato alle primarie del Partito Democratico per la carica di sindaco di Milano, ma fu sconfitto da Giuliano Pisapia. In occasione delle elezioni amministrative del 2011 fu eletto consigliere comunale con circa 13 000 preferenze e il 10 giugno dello stesso anno fu nominato assessore alla Cultura, Moda, Design ed Expo del Comune di Milano. 
Durante l'assessorato, durato circa 18 mesi, ha promosso iniziative culturali come Piano City e BookCity, ha avviato le Officine Creative Ansaldo (OCA), ha costituito il Forum della Città Mondo - rete di 500 associazioni legate a 104 comunità internazionali presenti a Milano - e ha lanciato la Tavola Planetaria in vista di Expo 2015. Tra le attività promosse figurano anche mostre ed esposizioni, tra cui una retrospettiva su Pablo Picasso che ha registrato record di visitatori nella storia di Milano, e la fondazione del Distretto Agricolo Milanese (DAM), che riunisce gli agricoltori operanti all'interno del territorio comunale. Durante il suo mandato, ha sostenuto l'installazione dell'opera L.O.V.E. (nota anche come Finger Point) dell'artista contemporaneo Maurizio Cattelan, collocata di fronte al Palazzo Mezzanotte, sede della Borsa di Milano. 
Il 29 novembre 2011 perde la delega all'Expo a seguito di divergenze con l'amministrazione comunale. Il 17 marzo 2013 lascia definitivamente l'incarico di assessore a seguito di un rimpasto di giunta.
Nel 2013 è stato invitato a far parte del gruppo di lavoro New Narrative for Europe, istituito dalla Commissione Europea e composto da artisti, intellettuali e scienziati. La relazione conclusiva, presentata nel 2014 dal presidente della Commissione José Barroso, ha incluso l'idea proposta da Boeri di un'Europa concepita come una 'megacity' interconnessa attraverso infrastrutture di trasporto e comunicazione.

### Inchiesta sull'Urbanistica
Nel luglio 2025, viene indagato dalla Procura di Milano, insieme a tecnici comunali, tecnici privati e costruttori, per una serie di reati legati ad opacità in merito alla gestione di alcuni progetti edilizi presenti nella città di Milano.

## Principali progetti

### Stefano Boeri Architetti[24]
- Urban Oasis – Bratislava, Slovacchia, 2024 – in corso
- Ramagrama Stupa – masterplan, Lumbini, Nepal, 2024 – in corso
- Riqualificazione Case ALER – Monza, Italia, 2023 – in corso
- Tratturi Masterplan – masterplan, Regione Molise, Italia, 2023 – in corso
- Dubai Vertical Forest – Dubai, Emirati Arabi Uniti, 2022 - in corso – presentato alla COP27 di Sharm, il progetto è il primo prototipo di Bosco Verticale per le aree MENA, con l’obiettivo di integrare i benefici della forestazione urbana nei climi aridi
- Borgo Verde Conegliano – masterplan, Conegliano, Italia 2022 – in corso
- Una Promenade Verde per il lungomare di Cagliari – Cagliari, Italia, 2022 – in corso
- Riqualificazione ex Banca d’Italia – Cremona, Italia, 2022 – in corso
- Quattro Volte – Parco Archeologico di Ostia Antica, Roma, Italia, 2022
- Hanji House – padiglione, Venezia, Italia, 2021 – 2022
- Rehabilitation Center – Shenzhen, Cina, 2020 – in corso
- Xi’an Culture Modern Technology Experience Center – Xi’an, Cina, 2020 – in corso
- Un bosco morto – Siracusa, Italia, 2019 – progetto scenico per la tragedia le Troiane di Euripide
- Nuovo Accesso alla Domus Aurea – Roma, Italia, 2019 – 2021
- Il Parco del Polcevera e il Cerchio Rosso – Genova, Italia, 2019-in corso
- Tirana Vertical Forest – bosco verticale, Tirana, Albania, 2019 – in corso
- Parco Italia – visione, Italia, 2019 – in corso
- Centro polivalente e di protezione civile di Norcia - Norcia, Italia, 2018
- Polo del gusto di Amatrice – Amatrice, Italia, 2018
- Palazzo Verde – bosco verticale, Antwerp, Belgio, 2018 – 2021
- Bosconavigli – Milano, Italia, 2018-in corso
- Riqualificazione della stazione di Matera Centrale – Matera, Italia, 2018
- Trudo Vertical Forest – il primo bosco verticale in social housing, Eindhoven, Paesi Bassi, 2017– 2021
- Sala 5: Stanza del Cartone di Raffaello – allestimento, Biblioteca Pinacoteca Ambrosiana, Milano, Italia, 2017 – 19
- Easyhome Huanggang Vertical Forest City Complex – bosco verticale, Huanggang, Hubei, Cina, 2017 – 2021
- Tre Nuove Scuole per Tirana – Tirana, Albania, 2017 – in corso
- Wonderwoods Vertical Forest – bosco verticale, Utrecht, Paesi Bassi, 2017 – in corso
- Shanghai Hecheng Renovation – edificio per uffici, Shanghai, Cina, 2017
- Nanjing Vertical Forest – boschi verticali, 200 e 107 m, Nanjing, Cina, 2016 – in corso
- Ca’ delle Alzaie – Treviso, Italia, 2016
- La Torre dei Cedri – bosco verticale residenziale di 117 m, Chavannes-Prés-Renens, Losanna, Svizzera, 2015 – in corso

### Stefano Boeri Interiors[25]
- Riqualificazione Convento di Santa Chiara – Piacenza, Italia
- Padiglione Italia – Francoforte, Germania, 2024 – Ospite d'Onore alla 76 edizione della Frankfurt Buchmesse
- Pollenzo 2.0 – Pollenzo (Cuneo), Italia, 2024
- Swing – Milano, Italia, 2023 – installazione per Milan Design Week 2023
- Floating Forest – Milano, Italia, 2022 – installazione per Milano Design Week
- Supersalone – Milano, Italia, 2021

### Boeri Studio
- Nuovo Ospedale Policlinico – Milano, Italia, 2007; 2009-2010; 2017-2018; 2020-2025
- Bicocca 307, Milano, 2015
- Expo 2015 – Milano, Italia, 2009 – Concept Masterplan sviluppato con Herzog & De Meuron, Richard Burdett e William MacDonough
- Bosco verticale – Milano, Italia, 2014 – torri residenziali, 112 e 80 m, complesso residenziale sulla biodiversità
- Villa Méditerranée – Porto di Marsiglia, Francia 2013 – Centro espositivo e di ricerca sui temi del mediterraneo
- Casa Del Mare – Ex Arsenale La Maddalena, Sardegna, Italia, 2009 – Centro congressi ed espositivo,
- Sea Pavillion – Ex Arsenale La Maddalena, Sardegna, Italia, 2009 – Spazio commerciale, espositivo, didattico e turistico legato alle attività nautiche e di vela, 10 000 m²,
- Ex Arsenale Residence–Hotel – Ex Arsenale La Maddalena, Sardegna, Italia, 2009
- RCS Tower A2 – Grattacielo di uffici all'interno della Sede RCS Milano, 2009
- Incubatore per l'Arte – Milano, Italia, 2006 – Centro culturale e espositivo, incubatore per l'arte contemporanea
- Quartier generale RCS Rizzoli – masterplan e architettura, Milano, 2006
- Stadio Giuseppe Meazza - Manutenzione e rifacimento grafico dello stadio G. Meazza – Milano, Italia, 2004
- Centrale geotermica ENEL Bagnore 3 – Grosseto, Italia, 1997
- Falck Bic – Sesto San Giovanni, Milano, Italia, 1998
- Molo Beverello, progetto per un nuovo fronte-mare, Napoli 1996

## Attività curatoriale ed esposizioni
Le opere di Stefano Boeri sono state esposte in numerose istituzioni internazionali, tra cui la Biennale di Venezia, il Nederlands Architectuurinstituut di Rotterdam, l’Institut Français d'Architecture (IFA) di Parigi, il Centre d’Architecture Arc-en-Rêve di Bordeaux, la Tokyo Art Gallery, la Biennale di Chengdu, la Triennale di Milano, la Beijing Design Week, il Salone Internazionale del Mobile di Milano, il Kunst-Werke Institute for Contemporary Art di Berlino e il Musée d'Art Moderne de la Ville de Paris.
È stato membro del Comitato Scientifico delle Gallerie degli Uffizi dal 2015 al 2018.
Nel 2017 ha curato SUSAS - Shanghai Urban Space Art Season, manifestazione promossa dalla Municipalità di Shanghai dedicata all'urbanistica, all'architettura e all'arte pubblica. 
Dal 2011 al 2013 ha ricoperto l'incarico di Assessore alla Cultura del Comune di Milano, durante il quale sono state avviate le iniziative BookCity e Piano City, dedicate rispettivamente alla promozione della lettura e alla musica per pianoforte. Entrambi gli eventi sono entrati a far parte del calendario culturale annuale della città. 
A Milano ha inoltre ideato e curato il festival MI/Arch, organizzato dal Politecnico di Milano nel 2013 in occasione del 150° anniversario dell'ateneo, con la partecipazioni di architetti internazionali come David Chipperfield, Grafton Architects, Arata Isozaki, Rem Koolhaas, Daniel Libeskind, César Pelli, Renzo Piano e Kazuyo Sejima. È anche direttore artistico della Milano Arch Week, evento promosso dal Comune di Milano insieme al Politecnico di Milano, alla Triennale di Milano e alla Fondazione Giangiacomo Feltrinelli. 
Nel 2012 ha curato "São Paulo Calling", un progetto di ricerca internazionale dedicato agli insediamenti informali e alle favelas in sei metropoli globali, con mostre itineranti tenutesi a São Paulo, Roma, Mumbai, Nairobi, Mosca, Bagdad e Medellin. Nello stesso anno ha fatto parte del comitato di selezione del Padiglione Spéciale a Parigi, in qualità di membro del comitato internazionale di esperti. 
Dal 2007 al 2012 è stato ideatore e direttore di Festarch, festival internazionale di architettura organizzato dal magazine Abitare (Cagliari 2007/2008 e Perugia 2011/2012) con i più grandi esponenti del mondo dell'architettura contemporanea.
Nel 2008 ha ideato e curato Geodesign, uno dei principali progetti ed eventi del calendario di 2008 Turin World Design Capital.
Esposizioni
- Quattro Volte, Parco archeologico di Ostia antica, Roma, 2022; allestimento della mostra “Chi è di scena! Cento anni di spettacoli a Ostia antica (1922-2022)".
- Trees, Shanghai, 2021; la mostra celebra gli alberi come fonte di grande ispirazione estetica per le società umane, facendo eco alle ultime scoperte scientifiche che gettano nuova luce sull’intelligenza della natura vivente e vegetale
- Supersalone, Milano, 2021: Supersalone è il concept unico di un nuovo format per l'evento speciale realizzato per il Salone del Mobile, Milano
- Framing the Wild, Parigi, 2019; spazio espositivo di Technal per il Batimat 2019
- Boschi Verticali, Metropoli del Futuro, New York, 2019; l’esposizione propone riflessioni sulle strategie sostenibili più efficienti per le città contemporanee, con un focus sulla Forestazione Urbana
- Les Forêts Verticales et Métropoles Biodiverses, Lione, 2019; la mostra di Stefano Boeri Architetti sul tema dello sviluppo rigenerativo
- Homo Faber: Crafting a more human future, Isola di San Giorgio, Venezia, 2018; l’esposizione internazionale sul valore e l’eccellenza dei mestieri d’arte
- The Future of Living and the Planet of the Future, Milano, 2018; lo scenario di sperimentazione creativa di quest’installazione propone una possibile anticipazione delle risposte progettuali agli effetti devastanti del cambiamento climatico, a partire dall’innalzamento del livello degli oceani
- Lighthenge Edison, Milano, 2018; installazione urbana di luce che rende visibile, scenografica e condivisibile l’idea di energia e le sue implicazioni nelle culture e nelle società contemporanee
- Rinascite. Opere d’arte salvate dal sisma di Amatrice ed Accumoli, Roma, 2017; l’allestimento dona nuova vita al patrimonio di opere d’arte recuperate dalle macerie e mette in luce il valore della cultura sedimentata nei piccoli centri del territorio italiano
- Radura, Milano, 2016; installazione temporanea, micro-costruzione itinerante
- Urban Tree Lounge, 2016; l’installazione scaturisce dall’idea di dare vita a uno spazio coperto e insieme aperto ai flussi pedonali, dinamico ma di pausa. Nasce così il modello di un albero artificiale, alla cui ombra trovare sosta e riparo
- China View, Pechino, 2015; spazio unico sopra la città dove le persone si sentono come se galleggiassero tra le nuvole
- São Paulo Calling, São Paulo, 2012; progetto internazionale di ricerca su insediamenti informali a São Paolo, Roma, Mumbai, Nairobi, Mosca, Bagdad e Medellin, a cura di Stefano Boeri
- Meet Design, Mercati Traiani Roma 2011, Palazzo Bertalazzone di S. Fermo, Torino, 2011; il design italiano dal 1948 ad oggi, una selezione di insoliti pezzi storici, Exhibit design a cura di Stefano Boeri Architetti
- Biomilano - Mostra di sei idee per una metropoli della biodiversità, Milano, Pechino, 2011; a cura di Stefano Boeri
- Sostenibili distopie, Biennale di Architettura di Venezia 2008; Louisiana 2008; esposizione sulla ricerca di Boeri Studio sulla riconciliazione tra città e natura
- Solid Sea, Documenta 11 Kessel, 2002; Rotterdam Filmfestival 2003; Fondazione Pistoletto, Biella 2003; Spazio Lima, Milano 2003; Forme d'acqua, Palermo 2004; Forme d'acqua, Dar Bash Hamba, Tunisi 2004; mostra sulla ricerca di Multiplicity sul Mediterraneo, a cura di Multiplicity
- Border Device(s) - The Road Map, Berlin Kunst Werke 2003; Biennale d'arte Venezia 2003; Musée d'Art Moderne Paris 2003; Atteggiamenti, Genève 2003; Roomade, Bruxelles 2003; Witte de Witt, Rotterdam 2003; Konsthall, Malmö 2004; Stateless Nation Bethlehem Peace Center, Betlemme 2004; Festival Filosofia, Modena 2004; Biennale d'Architettura, Pechino 2004; Birzeit University, Cisgiordania 2004; Holon Digital Art Lab Center, Tel Aviv 2004; Museo Laboratorio, Philadelphia 2004; ZKM Center for Art and Media, Karlsruhe 2005; Musac, Leon 2005; HMKV, Dortmund 2005; Paltform Paradis, Ein Hawd, Haifa 2008. Esposizione sulle ricerche di Multiplicity sulla proliferazione dei confini controversi nel mondo contemporaneo
- New Trend in Architecture, Porto, Rotterdam, Tokyo, 2002; Mostra itinerante sulla nuova architettura europea e giapponese
- USE - Uncertain States of Europe, Bordeaux 2000; Bruxelles 2001; Tokyo 2001; Perth 2002; Milano 2002; esposizione sulla ricerca di Multiplicity sulla condizione dell'Europa presentata entro Mutations, a cura di Multiplicity
- Sezioni del paesaggio italiano, Biennale di Architettura di Venezia 1998; mostra sulla ricerca di Stefano Boeri e Gabriele Basilico sul territorio italiano, a cura di Boeri Studio

## Pubblicazioni
- Bosco Verticale. Morphology of a Vertical Forest (Rizzoli, 2025)
- Transforming Biocities. Designing urban spaces inspired by nature (Springer, Berlino, 2023)
- Green Obsession. Trees Towards Cities, Humans Towards Forests (Actar, Barcelona, 2021)
- Urbania (Laterza Edizioni, Milano, 2021)
- La Maddalena, recupero dell’ex arsenale militare (Skira, Milano, 2017)
- Bosco Verticale (curato da Action Group & Stefano Boeri Architetti, Action Group srl, Milano, 2017)
- La città scritta. Carlo Aymonino, Vittorio Gregotti, Aldo Rossi, Bernardo Secchi, Giancarlo De Carlo (Quodlibet, Macerata 2016)
- A Vertical Forest (a cura di G. Musante, A. Muzzonigro, Corraini Edizioni, Mantova 2015)
- Fare di più con meno (Il Saggiatore, Milano 2013)
- L'Anticittà (Laterza, Bari, 2011)
- Biomilano (a cura di M. Brunello e S. Pellegrini, Corraini Edizioni, Mantova 2011)
- Milano, Cronache dell'abitare (a cura di Multiplicity.lab, Mondadori, Milano, 2007)
- USE: Uncertain States of Europe (Skira Editore, Milano 2003)
- Mutations (con R. Koolhaas, H. Ulrich Obrist, S. Kwinter, N. Tazi, Actar Barcellona, 2000)
- Sezioni del paesaggio italiano (con G. Basilico, ART&, Udine, 1997)
- Il territorio che cambia. Ambienti, paesaggi e immagini della regione milanese (con A. Lanzani, E. Marini, Segesta, Milano, 1993)